# Eddie Bo
Edwin Joseph Bocage (Nueva Orleans, Luisiana 20 de septiembre de 1930 - f. 18 de marzo de 2009), más conocido por su nombre artístico Eddie Bo, fue un compositor, cantante y pianista estadounidense. Una de las figuras centrales de la escena funk y soul de la también conocida como Crescent City durante las décadas 60 y 70. De hecho, desde su debut en 1955, Eddie Bo es el artista que más discos ha editado en su ciudad natal después de Fats Domino.

## Biografía
Eddie Bo nació en el seno de una familia profundamente unida a la música. Por un lado, sus tíos tocaban en sendas bandas de jazz, mientras que su madre era una pianista técnicamente notable. Tras el instituto, empezó a tocar con distintas bandas de jazz de Nueva Orleans, pero los tiempos estaban cambiando y Bo se dio cuenta rápidamente que el juvenil y rebelde rhythm and blues, fermento del rock and roll, era mucho más popular y por tanto lucrativo. Creó entonces la Spider Bocage Orchestra, que ejerció como banda de muchos de los artistas de soul de gira por la ciudad, como Ruth Brown, Earl King o Guitar Slim.
En 1955, Eddie Bo realizó su primera grabación para la Ace Records, que fue seguido por muchos más en otros sellos, como Apollo, Chess o Checker, con algunos éxitos locales. Su mayor éxito durante esta época fue Check Mr. Popeye, editado en 1961.
Sin embargo, la segunda mitad de los años 60 trajeron con sí un periodo oscuro para el rhythm and blues de Nueva Orleans, que fue desbancado por otras tendencias musicales, como el soul de sellos como Stax o Motown. Durante estos años, Bo se dedicó a realizar discos cuya distribución normalmente estaba limitada a los límites de Nueva Orleans. A pesar de todo, fue precisamente en este periodo que el estilo de Bo empezó a definirse y madurar, acercándose cada vez más al funk. Su modo de tocar el piano y de componer sentó las bases del New Orleans funk, del cual se convirtió en uno de sus mayores exponentes.
En 1969, cuando este proceso estaba ya bastante maduro, obtuvo su mayor éxito: The Hook & Sling, que alcanzó el número 13 del Top 40 del Rhythm and blues. Aprovechando este modesto éxito, que principalmente contribuyó a ponerle de nuevo en el mapa del funk, Bo decidió abrir su propio sello, llamado Bo-Sound, el cual debería otorgarle una mayor independencia.
Los primeros de la década de los 70 fueron los años de mayor éxito de carrera, con éxitos como Check Your Bucket (su único disco editado fuera de los EE. UU.), The Thang o Pass the Hatchet (bajo el nombre de Roger & The Gypsies), que cimentarón la actual reputación de Bo como uno de los más importantes e influyentes artistas funk no sólo de Nueva Orleans sino de todo el país. 
No obstante, no fue lo suficientemente apreciado por sus contemporáneos, posiblemente a causa de que sus discos eran distribuidos por sellos locales. Por si esto no fuera poco, Bo era muy aficionado a utilizar pseudónimos para algunas grabaciones, como Roy Ward o Curly Moore & The Kool Ones, lo cual claramente no ayudaba a su reconocimiento fuera de los límites de la Crescent City. Además, no era precisamente una persona particularmente preocupada por los aspectos legales de su música, que con frecuencia terminaba en manos ajenas. Así, muchos de las grabaciones en las que Bo cantaba o tocaba el piano fueron distribuidas bajo otros nombres.
Pasados estos años más afortunados, la suerte desde el punto de vista comercial volvió a dar la espalda a Bo, que sin embargo perseveró y no dejó en ningún caso de grabar y actuar. De estos años provienen discos como Another Side of Eddie Bo o Watch for the Coming.
La década de los 90 trajo consigo un reconocimiento unánime de la influencia de Bo en la música negra, principalmente el hip hop y las nuevas formas de funk. Si bien Eddie Bo no se convirtió en una de las grandes figuras del funk para el gran público, su reputación entre los entendidos es intachable. Todo ello permitió a Bo proseguir con su carrera musical, con nuevos trabajos como Eddie Bo and Friends (1995), Shoot from the Root (1997) o Nine Yards of Funk (1998).
Eddie Bo murió de un ataque del corazón el 18 de marzo de 2009.

## Discografía

### 45 rpm
La discografía de Eddie Bo se basa principalmente en sencillos de 45 rpm, publicados por más de 40 sellos distintos, por lo que resulta prácticamente imposible recogerlos todos. 

### Álbumes originales
- 1977 "The Other Side of Eddie Bo" (Bo-Sound)
- 1980 "Watch For The Coming" (Bo-Sound)
- 1993 "New Orleans Piano Riffs for D.J.’s" (Tuff City)
- 1995 "Eddie Bo and Friends" (Bo-Sound)
- 1995 "New Orleans Solo Piano" (Night Train International)
- 1996 "Shoot From The Root" (Soulciety)
- 1996 "Back Up This Train" (Bo-Sound)
- 1998 "Hole In It'' (Soulciety)
- 1998 "Nine Yards of Funk" (Bo-Sound)
- 2001 "We Come To Party" (Bo-Sound)
- 2007 "Saints, Let's Go Marching On In" (Bo-Sound)
- 2016 "The 1991 Sea-Saint Sessions" (Last Music Co.)

### Recopilaciones
- 1988 "Vippin' & Voppin" (Charly)
- 1988 "Check Mr. Popeye" (Rounder)
- 1994 "I Love To Rock ‘N’ Roll" (Famous Groove)
- 1996 "The Hook And Sling" (Funky Delicacies)
- 2006 "Hook And Sling"[2][3]
- 1997 "The Best of Eddie Bo" (Hubbub)
- 2008 "In the Pocket With Eddie Bo" (Vampi Soul)
- 2015 "Baby I'm Wise: The Complete Ric Singles 1959-1962" (Ace)

## Curiosidades
- El día 22 de mayo es el "Eddie Bo Day" en Nueva Orleans, a causa del concierto que Bo ofreció en 1997 en Karachi, Pakistán. Además, era el embajador de su ciudad natal en Pakistán.